# Schiffelsbach
Der Schiffelsbach ist ein knapp einen Kilometer langer Bach auf dem Gebiet der Ortsgemeinde Lemberg im rheinland-pfälzischen Landkreis Südwestpfalz. Er ist ein linker Zufluss des Salzbachs im Südwestlichen Pfälzerwald.

## Geographie

### Verlauf
Der Schiffelsbach entspringt im Staatsforst Westrich auf einer Höhe von etwa 270 m ü. NHN in einem Mischwald östlich des Großen Schiffelskopfs. Gut einen halben Kilometer südsüdwestlich der Quelle steht der Maiblumenfels.
Der Bach fließt zunächst, begleitet  auf beiden Seiten jeweils von einem Waldweg, etwa 300 Meter in ostnordöstlicher Richtung durch ein enges und bewaldetes Kerbtal und bildet dann mehrere Forellenteiche. Nach einigen hundert Metern verlässt der Bach den Wald und verschwindet unter die Erde.
Er unterquert dabei noch die L 487, zieht dann unterirdisch ostwärts durch die feuchten Wiesen der Salzbachaue und mündet schließlich an der Gemeindegrenze von Lemberg nach Hinterweidenthal etwa ¾ km nördlich des Lemberger Ortsbezirks Salzwoog auf einer Höhe von ungefähr 225 m ü. NHN verdolt von links in den aus dem Süden kommenden unteren Salzbach. Auf der anderen Seite des Salzbachs steht der 320,9 m hohe Etschberg und knapp 700 m bachabwärts im Norden mündet der Schnepfenberger Salzbach.
Der 956 m lange Lauf des Schiffelsbachs endet ungefähr 45 Höhenmeter unterhalb seiner Quelle, er hat somit ein mittleres Sohlgefälle von etwa 47 ‰.

### Einzugsgebiet
Das 96,7 ha große Einzugsgebiet des Schiffelsbachs liegt im Südwestlichen Pfälzerwald und wird durch ihn über den Salzbach, die Lauter und den Rhein zur Nordsee entwässert.
Es grenzt
- im Norden und Nordosten an das Einzugsgebiet des Schnepfenberger Salzbachs, der in den Salzbach mündet;
- im Südwesten an das des Steinbachs, der ebenfalls in den Salzbach mündet;
- im Westen an das der  Rodalb, die über den Schwarzbach, die Blies, die Saar und die Mosel in den Rhein entwässert und
- ansonsten an das des Salzbachs direkt.

Fast das gesamte Einzugsgebiet ist bewaldet, nur im Mündungsbereich dominieren Feuchtwiesen. Die höchste Erhebung ist der Große Schiffelskopf mit einer Höhe von 457 m ü. NHN im Westen des Einzugsgebiets.